# European Extremely Large Telescope
O Telescópio Extremamente Grande, em inglês Extremely Large Telescope (ELT) é um telescópio de grandes dimensões desenhado para a próxima geração de telescópios do Observatório Europeu do Sul. O ELT irá ter um espelho com diâmetro de 39 metros. 
A actual tecnologia limita o tamanho de cada espelho individual até a um máximo de 8m. A próxima geração de telescópios é montada a partir de vários espelhos hexagonais de 10m.
O  ELT irá observar o universo com ainda mais detalhe de que o Telescópio Espacial Hubble. O espelho de 39 metros irá permitir o estudo das atmosferas dos planetas extra-solares. O projecto deverá custar 1300 milhões de euros e estima-se que estará concluído em 2025.

## Localização
- Chile [1]